# Mohamed Mir
Mohamed Mir (arabisch محمد مير, DMG Muḥammad Mīr; * 24. August 1963) ist ein ehemaliger algerischer Radrennfahrer.

## Sportliche Laufbahn
1988 war er Teilnehmer der Olympischen Sommerspiele in Los Angeles und belegte den 39. Rang im olympischen Straßenrennen. 1987 wurde er Vize-Meister im Straßenrennen hinter Madjid Ghoumarassi. Bei den Afrikanischen Meisterschaften im Radsport gewann er die Goldmedaille im Mannschaftszeitfahren. Im Straßenrennen der Afrikaspiele gewann er die Silbermedaille seinem Landsmann Irbeh Sebti Benzine.
1984 war er am Start der Internationalen Friedensfahrt, die er als 79. des Gesamtklassements beendete.